# Gabriel Alziar
Gabriel Alziar  (1948 ) es un botánico francés.
Es investigador y taxónomo en el Laboratorio de Fanerógamas del Museo Nacional de Historia Natural de Francia, en París. Participó en la creación del Jardín Botánico de Niza. En 1979 se inició una colección de plantas por la división botánica del servicio de los Espacios Verdes, dirigida por Alziar.

## Algunas publicaciones
- 1999. Results of the Fourth "Iter Mediterraneum" in Cyprus, April 1991. Ed. Herbarium Mediterraneum Panormitanum, 169 p. ISBN 8879150111, ISBN 9788879150118

- 1994. Le Jardin botanique de la ville de Nice. Ed. Jardin Botanique, 24 p.

- 1992. Catalogue synonymique des 'Salvia' du monde ('Lamiaceae'): 5 v. 2-3- 9 de Biocosme mésogéen : revue d'histoire naturelle. Ed. Muséum d'histoire naturelle, 85 p.

- 1977. Contribution à l' écologie et la chorologie des anthribides, cerambycides et curculionidés du versant sud de la chaîne du Mont Vial (Alpes-maritimes), 104 p.

## Honores
- 2003: miembro de la Sociedad Botánica de Francia.[3]

### Epónimos
- (Apiaceae) Scaligeria alziarii Hand, Hadjik. & Zetzsche[4]

- La abreviatura «Alziar» se emplea para indicar a Gabriel Alziar como autoridad en la descripción y clasificación científica de los vegetales.[5]